# Baqueira
Baueira è una località spagnola sita nel comune di Naut Aran, comarca della Val d'Aran, nella Provincia di Lleida, in Catalogna.
Dal 21 dicembre 1967, Baqueira è stata incorporata nel comune di Naut Aran, che è ora formato dalla fusione degli antichi comuni di Arties, Salardú, Gessa, Tredòs, Bagergue e Baqueira.
Nel 2017, Baqueira contava 162 abitanti.

## Geografia
Sita a 1500 m s.l.m., Baqueira si trova a 14 km a est di Vielha e Mijaran e a 37 km dalla frontiera della Francia presso il villaggio di Fos.
Nel territorio del comune si trova la stazione sciistica di Baqueira Beret, con una superficie sciabile di 2273 ettari; è una delle maggiori dei Pirenei, classificata Centro di Interesse Turistico Nazionale..

## Galleria d'immagini

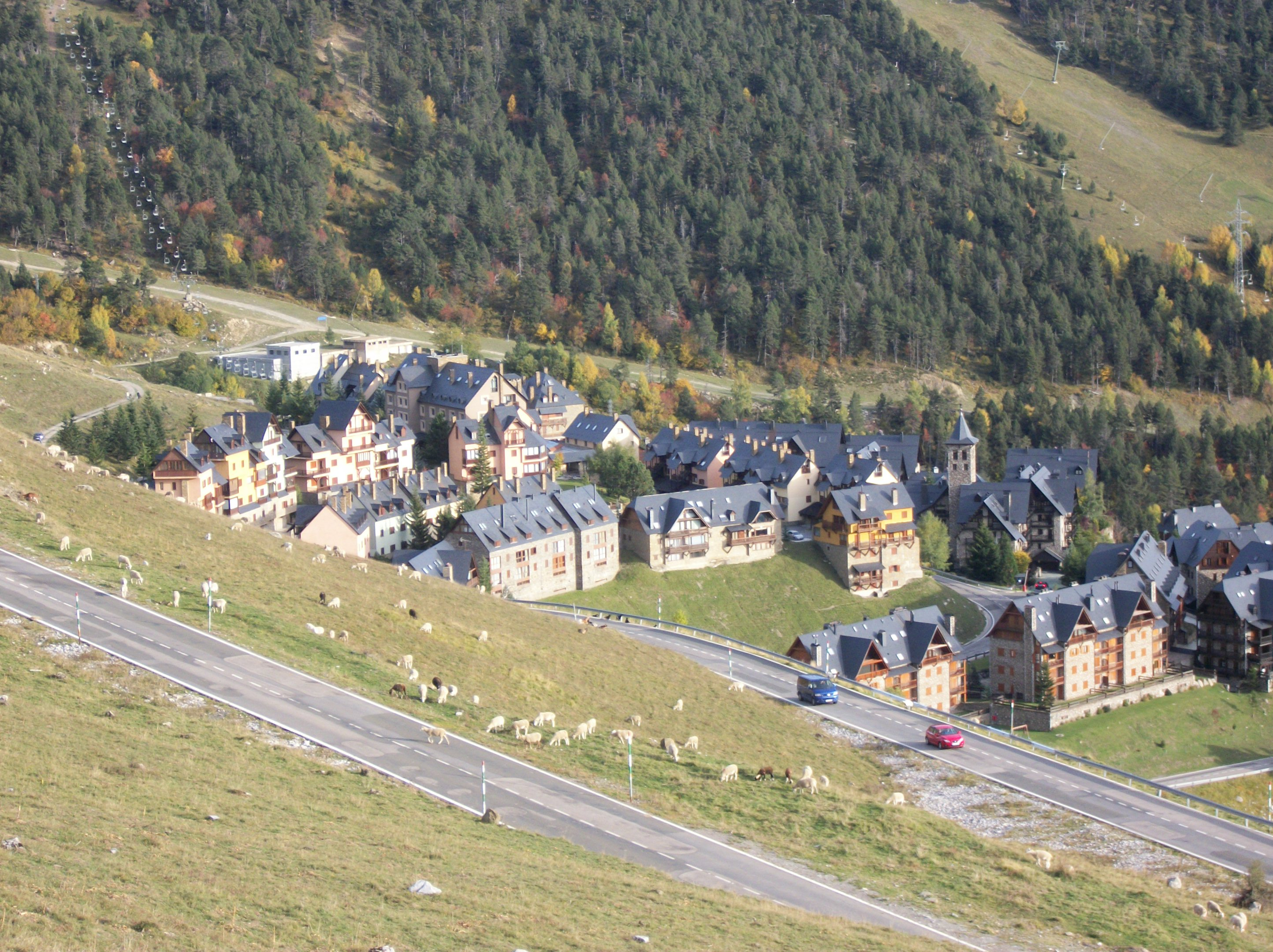
Hôtel e abitazioni
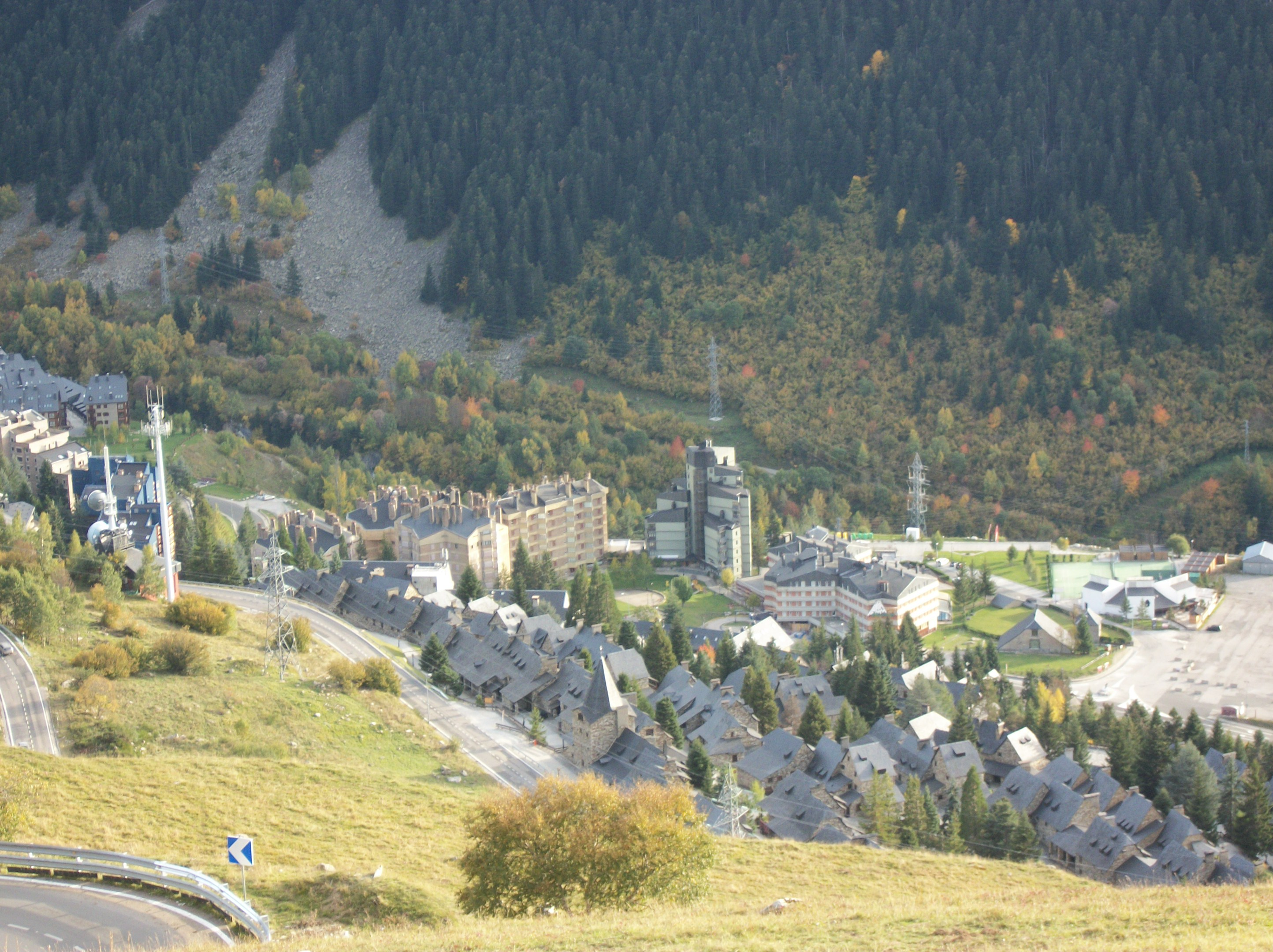
Hôtel e abitazioni
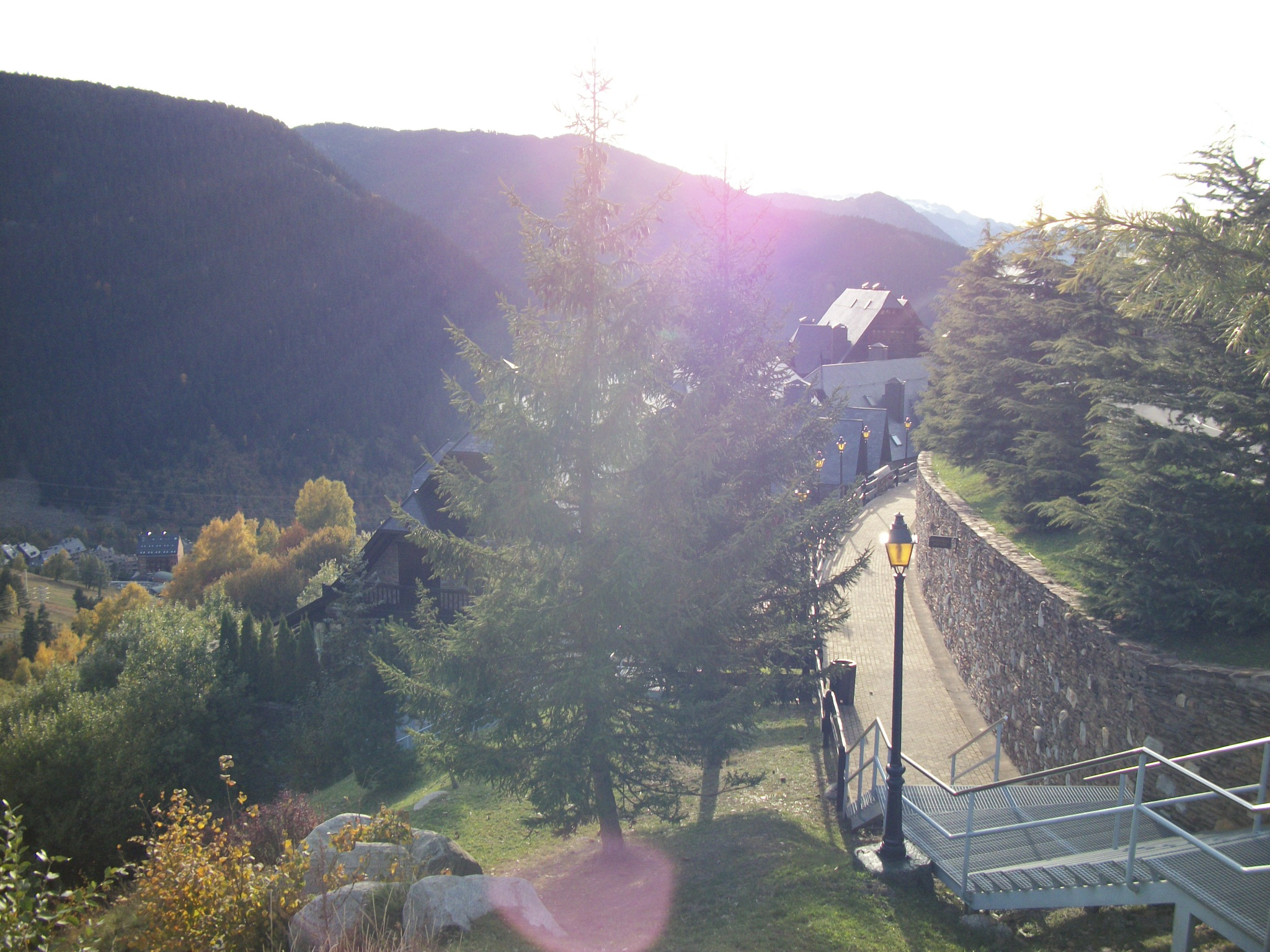
Percorso che porta al centro del villaggio
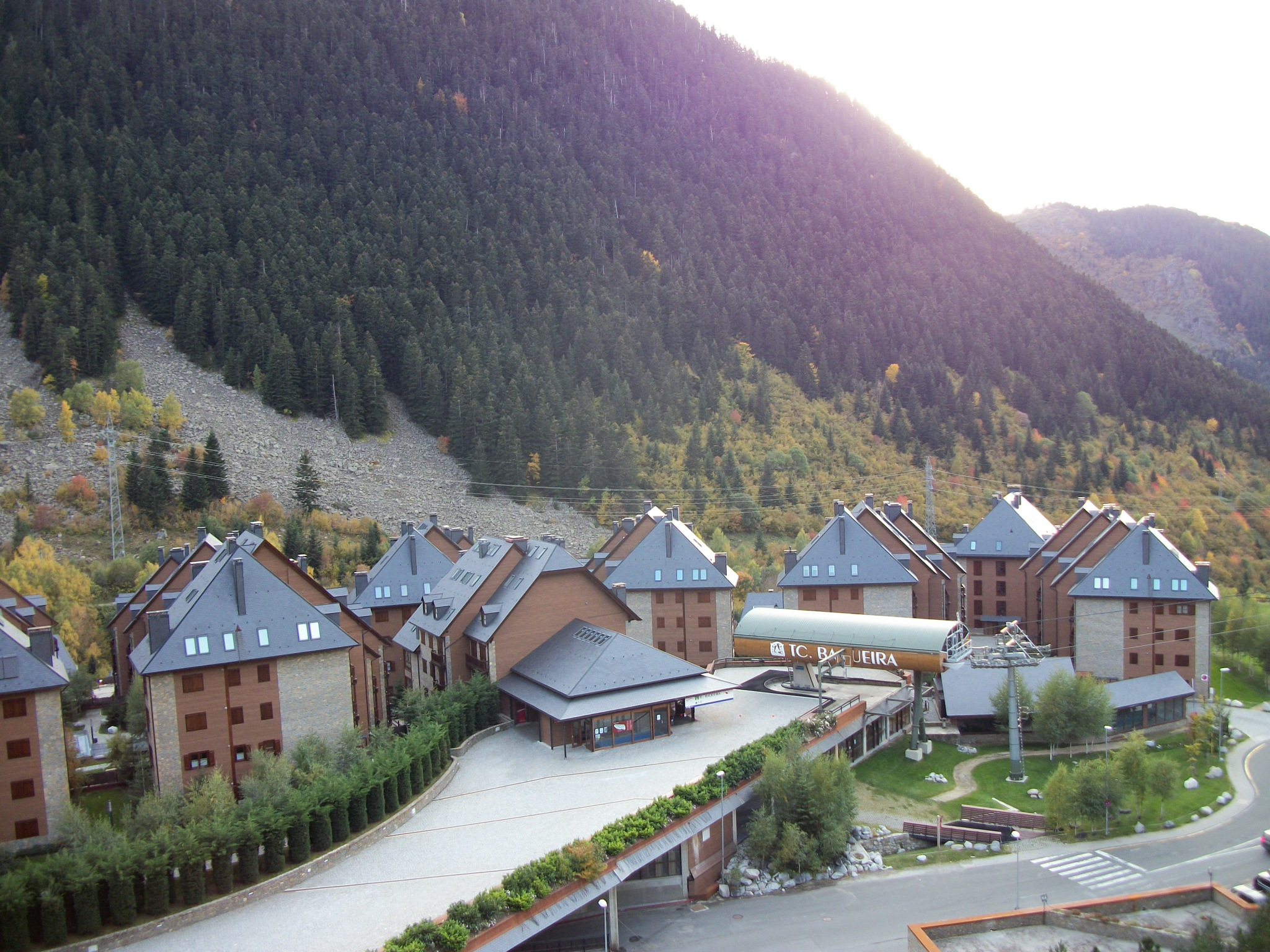
Accoglienza della stazione sciistica di Baqueira Beret
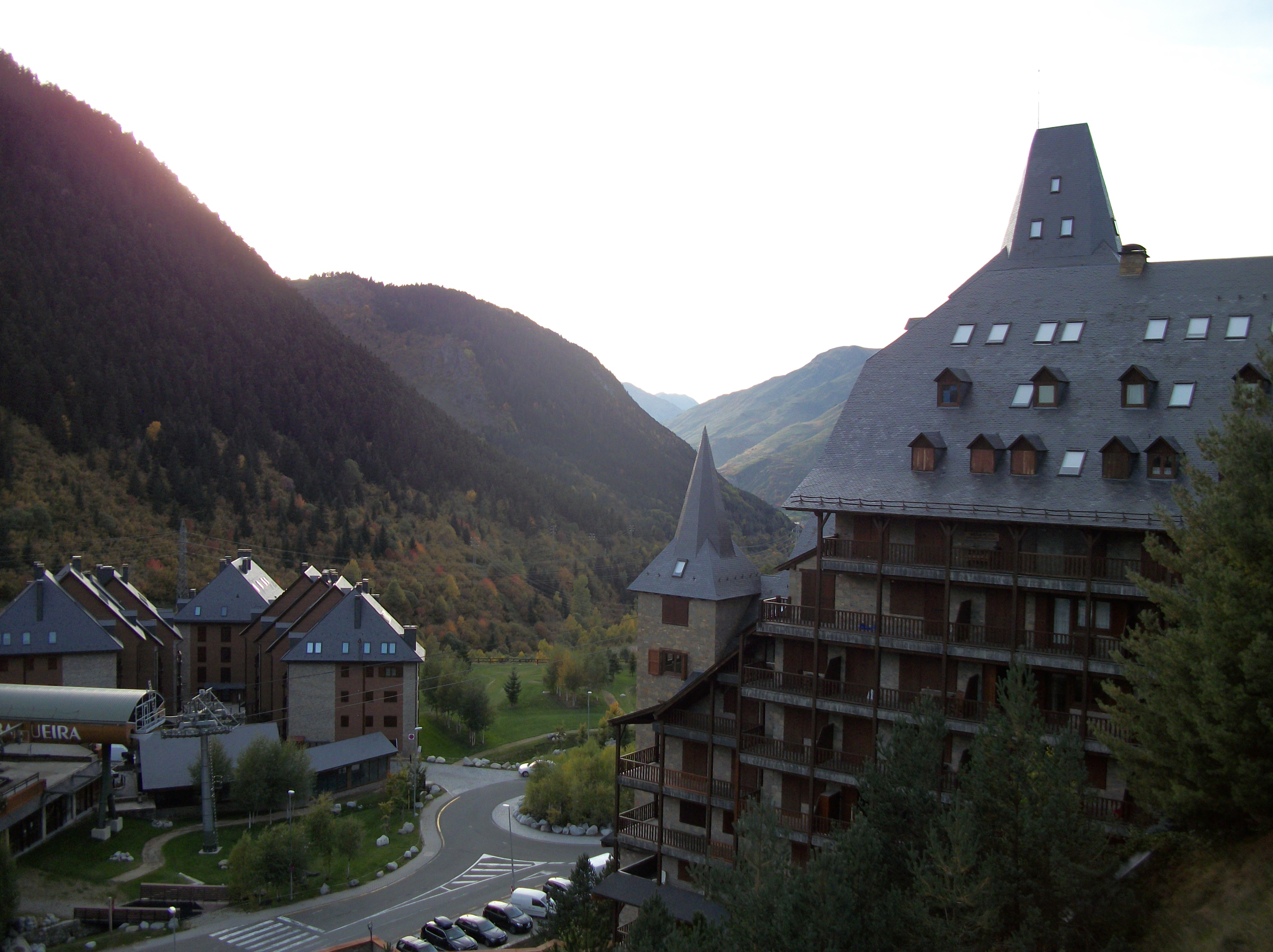
Accoglienza della stazione sciistica e degli Hôtel
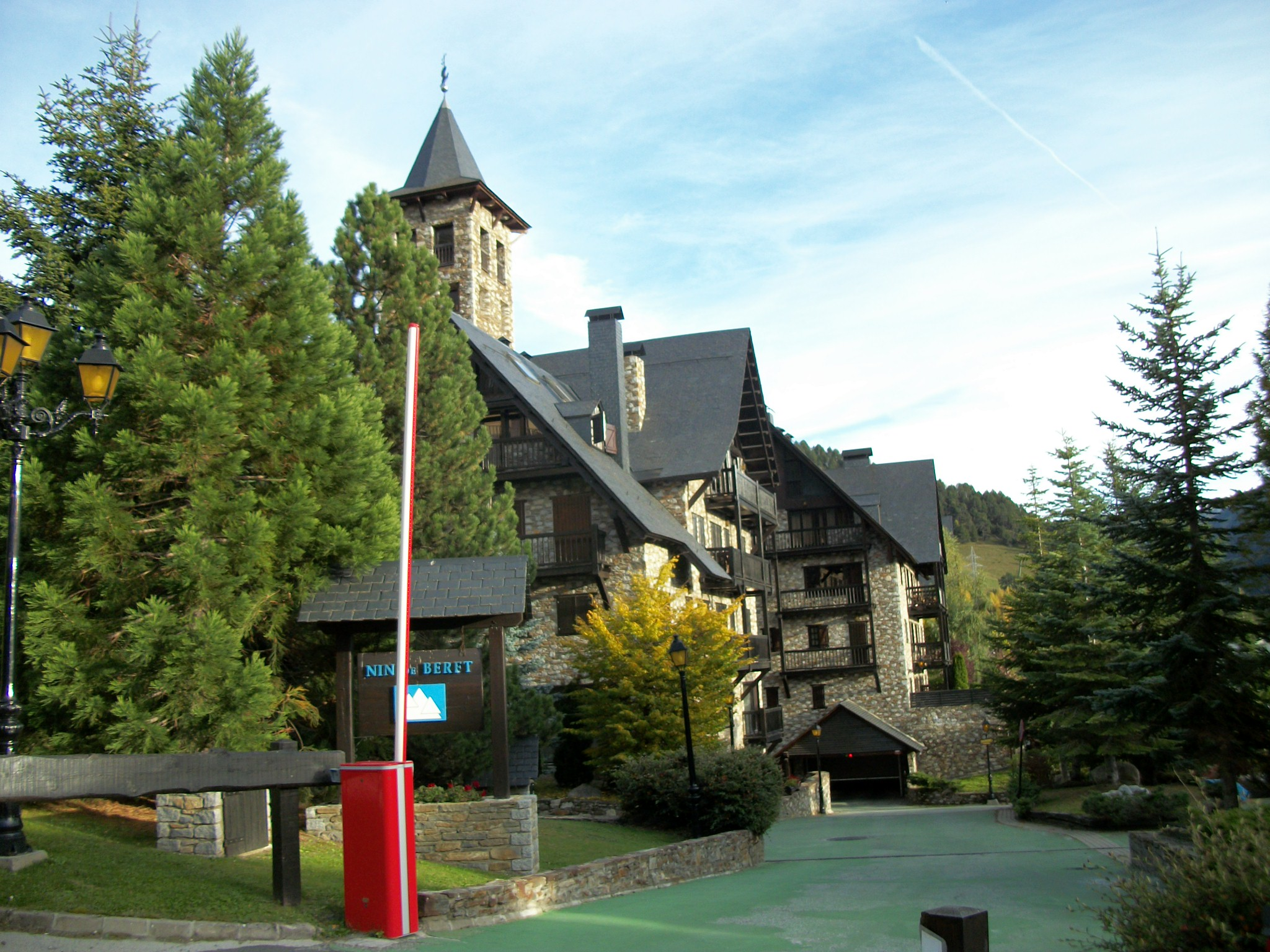
Hôtel
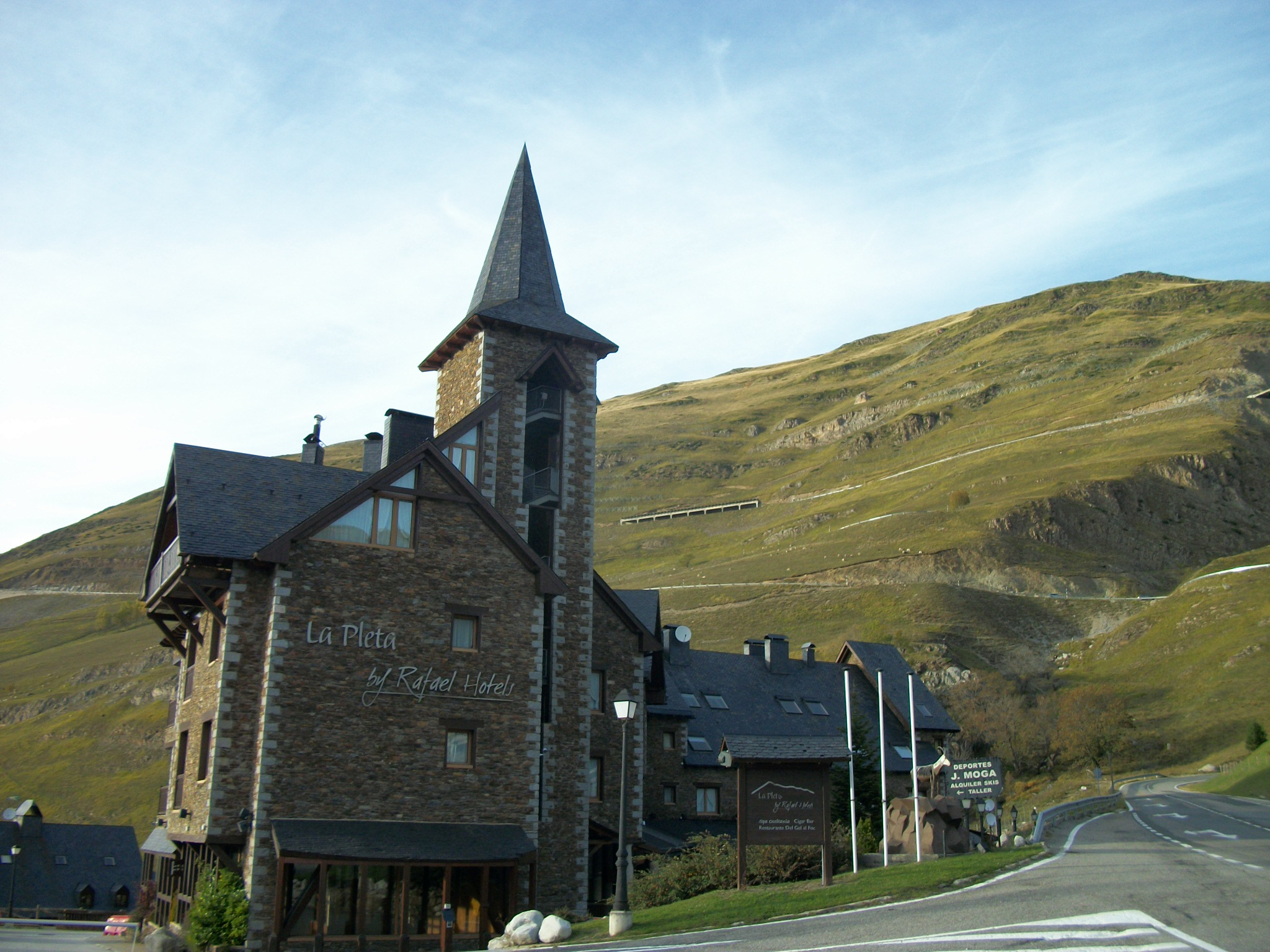
Hôtel con una torre a imitazione della chiesa
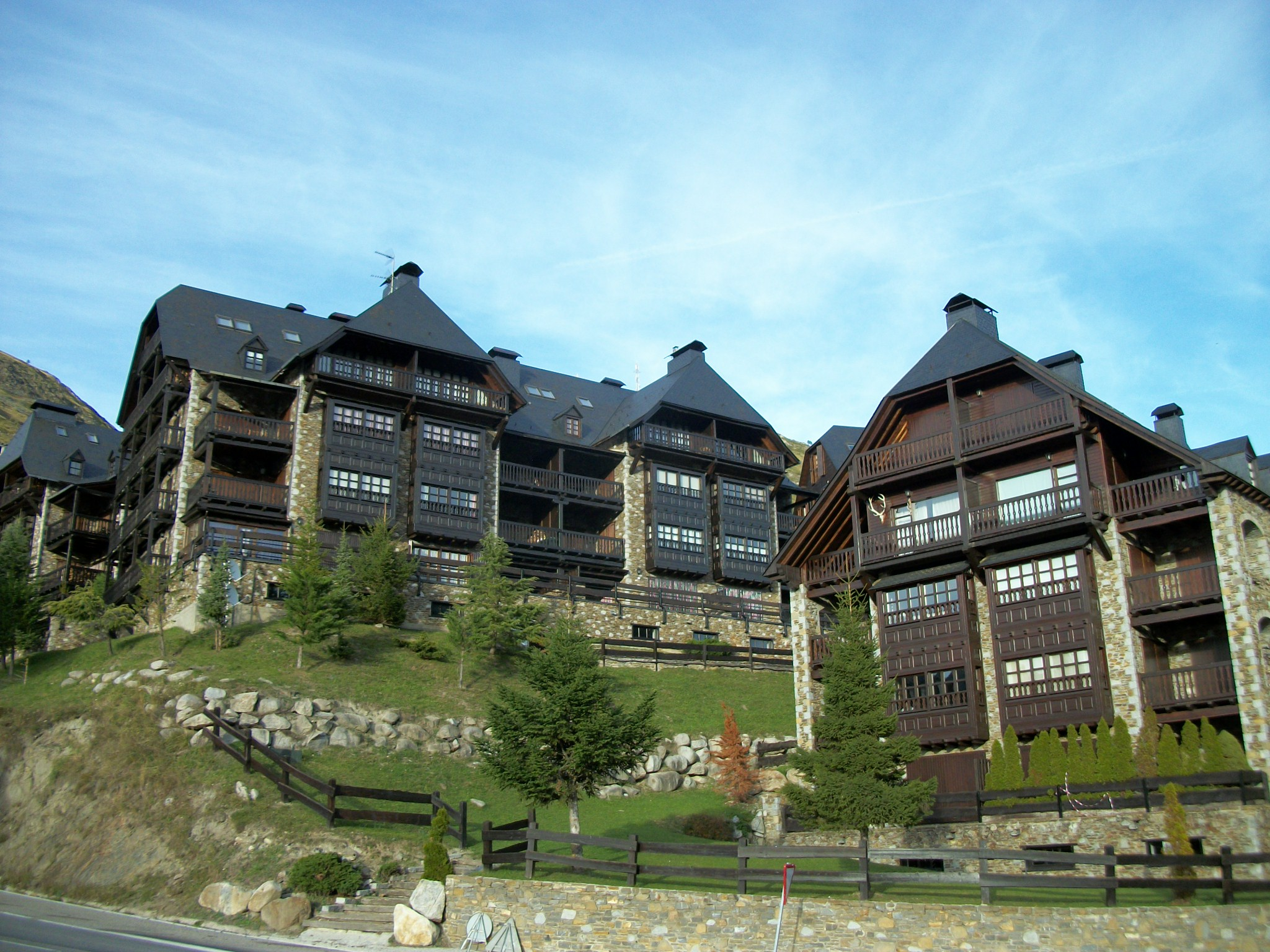
Grandi hôtel